# Neil Martin
Neil Martin (Birmingham, 1 d'abril de 1960) va ser un ciclista anglès, que fou professional entre 1984 i 1987. Va participar en els Jocs Olímpics de Moscou de 1980 i als de Los Angeles de 1984. Actualment exerceix funcions de director esportiu.
És el pare del també ciclista Dan Martin, i cunyat de Stephen Roche.

## Palmarès
- 1980
  - Vencedor d'una etapa a la FBD Insurance Rás
- 1982
  - 1r a la Fletxa del sud
- 1983
  - Vencedor d'una etapa a la Milk Race
  - Vencedor d'una etapa a la Fletxa del sud
- 1984
  -  Campió del Regne Unit amateur en ruta
  - 1r al Lincoln Grand Prix
- 1986
  - Vencedor d'una etapa a la Milk Race